# Résolution 100 du Conseil de sécurité des Nations unies
Membres permanents
- Chine (Taïwan)
- États-Unis
- France
- Royaume-Uni
- URSS

Membres non permanents
- Chili
- Colombie
- Danemark
- Grèce
- Libye
- Pakistan

Résolution no 99 Résolution no 101
La résolution 100 du Conseil de sécurité des Nations unies est une résolution du Conseil de sécurité des Nations unies adoptée le 27 octobre 1953.
Cette résolution, la deuxième de l'année 1953, relative à la question de la Palestine, 
- juge souhaitable que les travaux entrepris le 2 septembre 1953 dans la zone démilitarisée soient suspendus,
- prend acte de l'engagement d'Israël de suspendre ces travaux pendant la durée de l'examen de cette question,

La résolution a été adoptée à l'unanimité.

## Texte
- Résolution 100 sur fr.wikisource.org
- Résolution 100 sur en.wikisource.org